# Marie Myriam
Marie Myriam, született: Miriam Lopes (Luluabourg (ma Kananga), Belga Kongó (ma Kongói Demokratikus Köztársaság), 1957. május 8. –) portugál származású francia énekesnő.

## Pályafutása
Az 1977-es Eurovíziós Dalfesztiválon L’oiseau et l’enfant (A madár és a gyermek) című dalával diadalmaskodott, Franciaország ötödik, és eddig utolsó győzelmét aratva a dalversenyen. 1981-ben a Yamaha fesztiválon is képviselte Franciaországot, ahol kilencedik helyen végzett.
2005-ben fellépett a dalfesztivál 50 éves fennállása alkalmából rendezett Gratulálunk: 50 éves az Eurovíziós Dalfesztivál című műsorban. Ugyanebben az évben John Kennedy O'Connor "Az Eurovíziós Dalfesztivál hivatalos története" című könyvének francia kiadásához írt előszót.
Éveken át volt az Eurovíziós Dalfesztiválon a francia pontok bemondója, utoljára 2005-ben.

## Diszkográfia
- 1977: Toutes les chansons du monde
- 1979: Toujours partir
- 1979: Le cœur somnambule
- 1979: Les Visiteurs de Noël
- 1979: Chansons pour Casimir
- 1982: Le merveilleux voyage de Nils Holgersson aux pays des oies sauvages (kislemez)
- 1982: Sentimentale
- 1985: La plus belle chanson d'amour
- 1985: Vivre
- 1985: Nostalgia
- 1987: Tout est pardonné
- 1988: Dis-moi les silences
- 1988: En plein cœur (kislemez)
- 1989: Pour toi Arménie
- 1989: La solitude des rois
- 1991: VII
- 1992: Petit homme (kislemez)
- 1994: 14 plus grands succès (válogatáslemez)
- 1995: Atout (válogatáslemez)
- 1996: Charme (válogatáslemez)
- 2007: Encore (válogatáslemez)